# Campeonato Mundial de Voleibol Femenino Sub-18 de 2009
El XI Campeonato Mundial de Voleibol Femenino Sub-18 se celebró en Tailandia del 3 al 12 de julio de 2009. Fue organizado por la Federación Internacional de Voleibol. El campeonato se jugó en la subsede de Nakhon Ratchasima.

## Clasificaciones
| Confederación | Método de clasificación                                     | Fecha                      | Lugar                  | Vacantes | Equipo                                                      |
| ------------- | ----------------------------------------------------------- | -------------------------- | ---------------------- | -------- | ----------------------------------------------------------- |
| FIVB          | Sede                                                        | 18 de mayo de 2009         | Lausana, Suiza         | 1        | Tailandia                                                   |
| AVC           | Campeonato Asiático de Voleibol Femenino Sub-18 de 2008     | 11-18 de octubre de 2008   | Manila, Filipinas      | 2        | Japón China                                                 |
| CAVB          | Campeonato Africano de Voleibol Femenino Sub-18 de 2008     | 9-13 de septiembre de 2008 | Nairobi, Kenia         | 2        | Egipto · Túnez                                              |
| CEV           | Campeonato Europeo de Voleibol Femenino Sub-18 de 2009      | 4-9 de abril de 2009       | Róterdam, Países Bajos | 6        | Bélgica · Serbia · Italia · Eslovaquia · Turquía · Alemania |
| CSV           | Campeonato Sudamericano de Voleibol Femenino Sub-18 de 2008 | 1-6 de septiembre de 2008  | Lima, Perú             | 2        | Brasil · Perú                                               |
| NORCECA       | Campeonato NORCECA de Voleibol Femenino Sub-18 de 2008      | 5-10 de julio de 2008      | Guaynabo, Puerto Rico  | 3        | Estados Unidos · México · República Dominicana              |

## Equipos participantes
| Grupo A   | Grupo B | Grupo C              | Grupo D        |
| --------- | ------- | -------------------- | -------------- |
| Tailandia | Perú    | Brasil               | Japón          |
| Serbia    | Turquía | Italia               | Estados Unidos |
| Egipto    | Túnez   | República Dominicana | México         |
| Alemania  | China   | Eslovaquia           | Bélgica        |

## Primera fase

### Grupo A

#### Clasificación
| Pos. | Equipo    | PJ | PG | PP | SF | SC | PTOS. |
| ---- | --------- | -- | -- | -- | -- | -- | ----- |
| 1    | Serbia    | 3  | 3  | 0  | 9  | 1  | 6     |
| 2    | Tailandia | 3  | 2  | 1  | 7  | 4  | 5     |
| 3    | Alemania  | 3  | 1  | 2  | 4  | 6  | 4     |
| 4    | Egipto    | 3  | 0  | 3  | 0  | 9  | 3     |

#### Resultados
| Fecha  | Encuentro           | Resultado | Set   | Set   | Set   | Set   | Set | Puntuación total | Reporte |
| Fecha  | Encuentro           | Resultado | 1     | 2     | 3     | 4     | 5   | Puntuación total | Reporte |
| ------ | ------------------- | --------- | ----- | ----- | ----- | ----- | --- | ---------------- | ------- |
| 3-7-09 | Serbia- Alemania    | 3-0       | 25-9  | 25-21 | 25-21 |       |     | 75-51            | P2 P3   |
| 3-7-09 | Egipto- Tailandia   | 0-3       | 21-25 | 18-25 | 16-25 |       |     | 55-75            | P2 P3   |
| 4-7-09 | Alemania- Tailandia | 1-3       | 23-25 | 9-25  | 25-20 | 19-25 |     | 76-95            | P2 P3   |
| 4-7-09 | Serbia- Egipto      | 3-0       | 25-16 | 25-15 | 25-15 |       |     | 75-46            | P2 P3   |
| 5-7-09 | Tailandia- Serbia   | 1-3       | 25-20 | 21-25 | 11-25 | 20-25 |     | 77-95            | P2 P3   |
| 5-7-09 | Egipto- Alemania    | 0-3       | 12-25 | 18-25 | 18-25 |       |     | 48-75            | P2 P3   |

### Grupo B

#### Clasificación
| Pos. | Equipo  | PJ | PG | PP | SF | SC | PTOS. |
| ---- | ------- | -- | -- | -- | -- | -- | ----- |
| 1    | Turquía | 3  | 3  | 0  | 9  | 2  | 6     |
| 2    | Perú    | 3  | 2  | 1  | 8  | 3  | 5     |
| 3    | China   | 3  | 1  | 2  | 3  | 6  | 4     |
| 4    | Túnez   | 3  | 0  | 3  | 0  | 9  | 3     |

#### Resultados
| Fecha  | Encuentro      | Resultado | Set   | Set   | Set   | Set   | Set   | Puntuación total | Reporte |
| Fecha  | Encuentro      | Resultado | 1     | 2     | 3     | 4     | 5     | Puntuación total | Reporte |
| ------ | -------------- | --------- | ----- | ----- | ----- | ----- | ----- | ---------------- | ------- |
| 3-7-09 | Turquía- Túnez | 3-0       | 25-17 | 25-19 | 25-14 |       |       | 75-50            | P2 P3   |
| 3-7-09 | China- Perú    | 0-3       | 19-25 | 24-26 | 16-25 |       |       | 59-76            | P2 P3   |
| 4-7-09 | Túnez- Perú    | 0-3       | 21-25 | 7-25  | 16-25 |       |       | 44-75            | P2 P3   |
| 4-7-09 | Turquía- China | 3-0       | 25-22 | 25-19 | 25-20 |       |       | 75-61            | P2 P3   |
| 5-7-09 | China- Túnez   | 3-0       | 25-9  | 25-15 | 25-8  |       |       | 75-32            | P2 P3   |
| 5-7-09 | Perú- Turquía  | 2-3       | 25-21 | 25-23 | 20-25 | 23-25 | 12-15 | 105-109          | P2 P3   |

### Grupo C

#### Clasificación
| Pos. | Equipo               | PJ | PG | PP | SF | SC | PTOS. |
| ---- | -------------------- | -- | -- | -- | -- | -- | ----- |
| 1    | Brasil               | 3  | 3  | 0  | 9  | 0  | 6     |
| 2    | Italia               | 3  | 2  | 1  | 6  | 7  | 5     |
| 3    | Eslovaquia           | 3  | 1  | 2  | 5  | 8  | 4     |
| 4    | República Dominicana | 3  | 0  | 3  | 4  | 9  | 3     |

#### Resultados
| Fecha  | Encuentro                        | Resultado | Set   | Set   | Set   | Set   | Set   | Puntuación total | Reporte |
| Fecha  | Encuentro                        | Resultado | 1     | 2     | 3     | 4     | 5     | Puntuación total | Reporte |
| ------ | -------------------------------- | --------- | ----- | ----- | ----- | ----- | ----- | ---------------- | ------- |
| 3-7-09 | Italia- República Dominicana     | 3-2       | 25-17 | 24-26 | 26-28 | 25-17 | 15-11 | 115-99           | P2 P3   |
| 3-7-09 | Eslovaquia- Brasil               | 0-3       | 23-25 | 13-25 | 18-25 |       |       | 54-75            | P2 P3   |
| 4-7-09 | República Dominicana- Brasil     | 0-3       | 16-25 | 18-25 | 7-25  |       |       | 41-75            | P2 P3   |
| 4-7-09 | Italia- Eslovaquia               | 3-2       | 25-17 | 19-25 | 25-17 | 19-25 | 15-6  | 103-90           | P2 P3   |
| 4-7-09 | Eslovaquia- República Dominicana | 3-2       | 25-23 | 23-25 | 25-17 | 14-25 | 15-11 | 102-101          | P2 P3   |
| 5-7-09 | Brasil- Italia                   | 3-0       | 25-22 | 25-20 | 20-15 |       |       | 75-57            | P2 P3   |

### Grupo D

#### Clasificación
| Pos. | Equipo         | PJ | PG | PP | SF | SC | PTOS. |
| ---- | -------------- | -- | -- | -- | -- | -- | ----- |
| 1    | Bélgica        | 3  | 3  | 0  | 9  | 2  | 6     |
| 2    | Japón          | 3  | 2  | 1  | 7  | 4  | 5     |
| 3    | México         | 3  | 1  | 2  | 4  | 8  | 4     |
| 4    | Estados Unidos | 3  | 0  | 3  | 3  | 9  | 3     |

#### Resultados
| Fecha  | Encuentro               | Resultado | Set   | Set   | Set   | Set   | Set  | Puntuación total | Reporte |
| Fecha  | Encuentro               | Resultado | 1     | 2     | 3     | 4     | 5    | Puntuación total | Reporte |
| ------ | ----------------------- | --------- | ----- | ----- | ----- | ----- | ---- | ---------------- | ------- |
| 3-7-09 | Estados Unidos- México  | 2-3       | 25-22 | 20-25 | 15-25 | 26-24 | 9-15 | 95-111           | P2 P3   |
| 3-7-09 | Bélgica- Japón          | 3-1       | 23-25 | 25-19 | 25-22 | 31-29 |      | 104-95           | P2 P3   |
| 4-7-09 | México- Japón           | 1-3       | 18-25 | 18-25 | 25-15 | 21-25 |      | 82-90            | P2 P3   |
| 4-7-09 | Estados Unidos- Bélgica | 1-3       | 25-20 | 13-25 | 30-32 | 19-25 |      | 87-102           | P2 P3   |
| 5-7-09 | Bélgica- México         | 3-0       | 25-21 | 26-24 | 25-18 |       |      | 76-63            | P2 P3   |
| 5-7-09 | Japón- Estados Unidos   | 3-0       | 25-23 | 25-18 | 25-14 |       |      | 75-55            | P2 P3   |

#### Clasificación para la segunda fase
|  | Clasificado para competir del 1.er al 8.º lugar |
|  | Clasificado para competir del 9.º al 16.º lugar |

## Segunda fase

### Grupo E

#### Clasificación
| Pos. | Equipo | PJ | PG | PP | SF | SC | PTOS. |
| ---- | ------ | -- | -- | -- | -- | -- | ----- |
| 1    | Brasil | 3  | 3  | 0  | 9  | 3  | 6     |
| 2    | Serbia | 3  | 2  | 1  | 8  | 7  | 5     |
| 3    | Perú   | 3  | 1  | 2  | 5  | 8  | 4     |
| 4    | Japón  | 3  | 0  | 3  | 5  | 9  | 3     |

#### Resultados
| Fecha  | Encuentro      | Resultado | Set   | Set   | Set   | Set   | Set   | Puntuación total | Reporte |
| Fecha  | Encuentro      | Resultado | 1     | 2     | 3     | 4     | 5     | Puntuación total | Reporte |
| ------ | -------------- | --------- | ----- | ----- | ----- | ----- | ----- | ---------------- | ------- |
| 7-7-09 | Serbia- Japón  | 3-2       | 22-25 | 17-25 | 25-21 | 26-24 | 15-10 | 105-105          | P2 P3   |
| 7-7-09 | Perú- Brasil   | 0-3       | 19-25 | 19-25 | 16-25 |       |       | 54-75            | P2 P3   |
| 8-7-09 | Japón- Brasil  | 1-3       | 25-27 | 25-19 | 26-28 | 15-25 |       | 91-99            | P2 P3   |
| 8-7-09 | Serbia- Perú   | 3-2       | 25-16 | 25-17 | 20-25 | 22-25 | 15-7  | 107-90           | P2 P3   |
| 9-7-09 | Perú- Japón    | 3-2       | 26-24 | 20-25 | 25-22 | 18-25 | 15-11 | 104-107          | P2 P3   |
| 9-7-09 | Brasil- Serbia | 3-2       | 25-18 | 25-18 | 22-25 | 23-25 | 15-8  | 110-94           | P2 P3   |

### Grupo F

#### Clasificación
| Pos. | Equipo    | PJ | PG | PP | SF | SC | PTOS. |
| ---- | --------- | -- | -- | -- | -- | -- | ----- |
| 1    | Bélgica   | 3  | 3  | 0  | 9  | 2  | 6     |
| 2    | Turquía   | 3  | 2  | 1  | 6  | 5  | 5     |
| 3    | Italia    | 3  | 1  | 2  | 6  | 7  | 4     |
| 4    | Tailandia | 3  | 0  | 3  | 2  | 9  | 3     |

#### Resultados
| Fecha  | Encuentro          | Resultado | Set   | Set   | Set   | Set   | Set  | Puntuación total | Reporte |
| Fecha  | Encuentro          | Resultado | 1     | 2     | 3     | 4     | 5    | Puntuación total | Reporte |
| ------ | ------------------ | --------- | ----- | ----- | ----- | ----- | ---- | ---------------- | ------- |
| 7-7-09 | Tailandia- Bélgica | 0-3       | 12-25 | 21-25 | 21-25 |       |      | 54-75            | P2 P3   |
| 7-7-09 | Turquía- Italia    | 3-1       | 23-25 | 26-24 | 25-17 | 25-19 |      | 99-85            | P2 P3   |
| 8-7-09 | Bélgica- Italia    | 3-2       | 25-17 | 25-27 | 25-19 | 17-25 | 15-9 | 107-97           | P2 P3   |
| 8-7-09 | Tailandia- Turquía | 1-3       | 22-25 | 25-22 | 24-26 | 15-25 |      | 86-98            | P2 P3   |
| 9-7-09 | Turquía- Bélgica   | 0-3       | 23-25 | 13-25 | 18-25 |       |      | 54-75            | P2 P3   |
| 9-7-09 | Italia- Tailandia  | 3-1       | 20-25 | 25-16 | 27-25 | 25-22 |      | 97-88            | P2 P3   |

### Grupo G

#### Clasificación
| Pos. | Equipo         | PJ | PG | PP | SF | SC | PTOS. |
| ---- | -------------- | -- | -- | -- | -- | -- | ----- |
| 1    | Alemania       | 3  | 3  | 0  | 9  | 1  | 6     |
| 2    | Estados Unidos | 3  | 2  | 1  | 6  | 5  | 5     |
| 3    | Eslovaquia     | 3  | 1  | 2  | 6  | 6  | 4     |
| 4    | Túnez          | 3  | 0  | 3  | 0  | 9  | 3     |

#### Resultados
| Fecha  | Encuentro                  | Resultado | Set   | Set   | Set   | Set   | Set  | Puntuación total | Reporte |
| Fecha  | Encuentro                  | Resultado | 1     | 2     | 3     | 4     | 5    | Puntuación total | Reporte |
| ------ | -------------------------- | --------- | ----- | ----- | ----- | ----- | ---- | ---------------- | ------- |
| 7-7-09 | Alemania- Estados Unidos   | 3-0       | 26-24 | 25-20 | 25-13 |       |      | 76-57            | P2 P3   |
| 7-7-09 | Túnez- Eslovaquia          | 0-3       | 9-25  | 18-25 | 19-25 |       |      | 46-75            | P2 P3   |
| 8-7-09 | Estados Unidos- Eslovaquia | 3-2       | 25-18 | 19-25 | 21-25 | 25-16 | 15-4 | 105-88           | P2 P3   |
| 8-7-09 | Alemania- Túnez            | 3-0       | 25-19 | 25-10 | 25-16 |       |      | 75-45            | P2 P3   |
| 9-7-09 | Túnez- Estados Unidos      | 0-3       | 9-25  | 19-25 | 15-25 |       |      | 43-75            | P2 P3   |
| 9-7-09 | Eslovaquia- Alemania       | 1-3       | 25-22 | 19-25 | 20-25 | 19-25 |      | 83-97            | P2 P3   |

### Grupo H

#### Clasificación
| Pos. | Equipo               | PJ | PG | PP | SF | SC | PTOS. |
| ---- | -------------------- | -- | -- | -- | -- | -- | ----- |
| 1    | México               | 3  | 3  | 0  | 9  | 1  | 6     |
| 2    | República Dominicana | 3  | 2  | 1  | 6  | 5  | 5     |
| 3    | China                | 3  | 1  | 2  | 6  | 6  | 4     |
| 4    | Egipto               | 3  | 0  | 3  | 0  | 9  | 3     |

#### Resultados
| Fecha  | Encuentro                    | Resultado | Set   | Set   | Set   | Set   | Set  | Puntuación total | Reporte |
| Fecha  | Encuentro                    | Resultado | 1     | 2     | 3     | 4     | 5    | Puntuación total | Reporte |
| ------ | ---------------------------- | --------- | ----- | ----- | ----- | ----- | ---- | ---------------- | ------- |
| 7-7-09 | Egipto- México               | 0-3       | 18-25 | 12-25 | 8-25  |       |      | 38-75            | P2 P3   |
| 7-7-09 | China- República Dominicana  | 2-3       | 25-22 | 22-25 | 18-25 | 25-21 | 6-15 | 96-108           | P2 P3   |
| 8-7-09 | México- República Dominicana | 3-0       | 25-18 | 25-22 | 25-15 |       |      | 75-55            | P2 P3   |
| 8-7-09 | Egipto- China                | 0-3       | 10-25 | 20-25 | 11-25 |       |      | 41-75            | P2 P3   |
| 9-7-09 | China- México                | 1-3       | 21-25 | 25-17 | 23-25 | 20-25 |      | 89-92            | P2 P3   |
| 9-7-09 | República Dominicana- Egipto | 3-0       | 25-11 | 25-17 | 25-22 |       |      | 75-50            | P2 P3   |

#### Clasificación para la fase final
|  | Clasificado para competir del 9.º al 12.º lugar   |
|  | Clasificado para competir del 13.er al 16.º lugar |

## Fase final

### 13.eral 16.º puesto
|  | Semifinales 13.º-16.º | Semifinales 13.º-16.º |   |        | 13.er puesto | 13.er puesto |  |
|  |                       |                       |   |        |              |              |  |
|  |                       |                       |   |        |              |              |  |
|  |                       |                       |   |        |              |              |  |
|  | Eslovaquia            | 3                     |   |        |              |              |  |
|  | Egipto                | 0                     |   |        |              |              |  |
|  |                       |                       |   |        |              |              |  |
|  |                       |                       |   |        |              |              |  |
|  |                       |                       |   |        | Eslovaquia   | 2            |  |
|  |                       | China                 | 3 |        |              |              |  |
|  |                       |                       |   |        |              |              |  |
|  |                       |                       |   |        |              |              |  |
|  |                       |                       |   |        | 15.º puesto  |              |  |
|  |                       |                       |   |        |              |              |  |
|  | China                 | 3                     |   | Egipto | 3            |              |  |
|  | Túnez                 | 0                     |   |        | Túnez        | 2            |  |

### Clasificación 13.º-16.º
| Fase      | Fecha   | Encuentro          | Resultado | Set   | Set   | Set   | Set | Set | Puntuación total | Reporte |
| Fase      | Fecha   | Encuentro          | Resultado | 1     | 2     | 3     | 4   | 5   | Puntuación total | Reporte |
| --------- | ------- | ------------------ | --------- | ----- | ----- | ----- | --- | --- | ---------------- | ------- |
| Semifinal | 11-7-09 | Eslovaquia- Egipto | 3-0       | 25-8  | 25-23 | 25-17 |     |     | 75-48            | P2 P3   |
| Semifinal | 11-7-09 | China- Túnez       | 3-0       | 25-15 | 25-10 | 25-13 |     |     | 75-38            | P2 P3   |

### Clasificación 15.º
| Fase       | Fecha   | Encuentro     | Resultado | Set   | Set   | Set   | Set   | Set  | Puntuación total | Reporte |
| Fase       | Fecha   | Encuentro     | Resultado | 1     | 2     | 3     | 4     | 5    | Puntuación total | Reporte |
| ---------- | ------- | ------------- | --------- | ----- | ----- | ----- | ----- | ---- | ---------------- | ------- |
| 15.º lugar | 12-7-09 | Egipto- Túnez | 3-2       | 25-21 | 18-25 | 21-25 | 25-16 | 15-9 | 75-55            | P2 P3   |

### Clasificación 13.º
| Fase        | Fecha   | Encuentro         | Resultado | Set   | Set   | Set   | Set   | Set   | Puntuación total | Reporte |
| Fase        | Fecha   | Encuentro         | Resultado | 1     | 2     | 3     | 4     | 5     | Puntuación total | Reporte |
| ----------- | ------- | ----------------- | --------- | ----- | ----- | ----- | ----- | ----- | ---------------- | ------- |
| 13.er lugar | 12-7-09 | Eslovaquia- China | 2-3       | 23-25 | 25-21 | 24-26 | 25-19 | 13-15 | 97-91            | P2 P3   |

### 9.º al 12.º puesto
|  | Semifinales 9.º-12.º | Semifinales 9.º-12.º |   |               | 9.º puesto     | 9.º puesto |  |
|  |                      |                      |   |               |                |            |  |
|  |                      |                      |   |               |                |            |  |
|  |                      |                      |   |               |                |            |  |
|  | Alemania             | 3                    |   |               |                |            |  |
|  | R. Dominicana        | 2                    |   |               |                |            |  |
|  |                      |                      |   |               |                |            |  |
|  |                      |                      |   |               |                |            |  |
|  |                      |                      |   |               | Alemania       | 2          |  |
|  |                      | México               | 3 |               |                |            |  |
|  |                      |                      |   |               |                |            |  |
|  |                      |                      |   |               |                |            |  |
|  |                      |                      |   |               | 11.º puesto    |            |  |
|  |                      |                      |   |               |                |            |  |
|  | México               | 3                    |   | R. Dominicana | 3              |            |  |
|  | Estados Unidos       | 0                    |   |               | Estados Unidos | 0          |  |

### Clasificación 9.º-12.º
| Fase      | Fecha   | Encuentro                      | Resultado | Set   | Set   | Set   | Set   | Set   | Puntuación total | Reporte |
| Fase      | Fecha   | Encuentro                      | Resultado | 1     | 2     | 3     | 4     | 5     | Puntuación total | Reporte |
| --------- | ------- | ------------------------------ | --------- | ----- | ----- | ----- | ----- | ----- | ---------------- | ------- |
| Semifinal | 11-7-09 | Alemania- República Dominicana | 3-2       | 14-25 | 27-25 | 25-11 | 14-25 | 15-13 | 95-99            | P2 P3   |
| Semifinal | 11-7-09 | México- Estados Unidos         | 3-0       | 25-21 | 25-19 | 25-21 |       |       | 75-61            | P2 P3   |

### Clasificación 11.º
| Fase       | Fecha   | Encuentro                            | Resultado | Set   | Set   | Set   | Set | Set | Puntuación total | Reporte |
| Fase       | Fecha   | Encuentro                            | Resultado | 1     | 2     | 3     | 4   | 5   | Puntuación total | Reporte |
| ---------- | ------- | ------------------------------------ | --------- | ----- | ----- | ----- | --- | --- | ---------------- | ------- |
| 11.º lugar | 12-7-09 | República Dominicana- Estados Unidos | 3-0       | 25-23 | 25-19 | 25-23 |     |     | 75-65            | P2 P3   |

### Clasificación 9.º
| Fase      | Fecha   | Encuentro        | Resultado | Set   | Set   | Set   | Set   | Set   | Puntuación total | Reporte |
| Fase      | Fecha   | Encuentro        | Resultado | 1     | 2     | 3     | 4     | 5     | Puntuación total | Reporte |
| --------- | ------- | ---------------- | --------- | ----- | ----- | ----- | ----- | ----- | ---------------- | ------- |
| 9.º lugar | 12-7-09 | Alemania- México | 2-3       | 26-24 | 25-21 | 16-25 | 20-25 | 13-15 | 100-110          | P2 P3   |

### 5.º al 8.º puesto
|  | Semifinales 5.º-8.º | Semifinales 5.º-8.º |   |           | 5.º puesto | 5.º puesto |  |
|  |                     |                     |   |           |            |            |  |
|  |                     |                     |   |           |            |            |  |
|  |                     |                     |   |           |            |            |  |
|  | Perú                | 3                   |   |           |            |            |  |
|  | Tailandia           | 1                   |   |           |            |            |  |
|  |                     |                     |   |           |            |            |  |
|  |                     |                     |   |           |            |            |  |
|  |                     |                     |   |           | Perú       | 1          |  |
|  |                     | Japón               | 3 |           |            |            |  |
|  |                     |                     |   |           |            |            |  |
|  |                     |                     |   |           |            |            |  |
|  |                     |                     |   |           | 7.º puesto |            |  |
|  |                     |                     |   |           |            |            |  |
|  | Italia              | 1                   |   | Tailandia | 3          |            |  |
|  | Japón               | 3                   |   |           | Italia     | 2          |  |

### Clasificación 5.º-8.º
| Fase      | Fecha   | Encuentro       | Resultado | Set   | Set   | Set   | Set   | Set | Puntuación total | Reporte |
| Fase      | Fecha   | Encuentro       | Resultado | 1     | 2     | 3     | 4     | 5   | Puntuación total | Reporte |
| --------- | ------- | --------------- | --------- | ----- | ----- | ----- | ----- | --- | ---------------- | ------- |
| Semifinal | 11-7-09 | Perú- Tailandia | 3-1       | 25-22 | 23-25 | 25-20 | 26-24 |     | 99-91            | P2 P3   |
| Semifinal | 11-7-09 | Italia- Japón   | 1-3       | 25-23 | 12-25 | 16-25 | 23-25 |     | 76-98            | P2 P3   |

### Clasificación 7.º
| Fase      | Fecha   | Encuentro         | Resultado | Set   | Set   | Set   | Set   | Set   | Puntuación total | Reporte |
| Fase      | Fecha   | Encuentro         | Resultado | 1     | 2     | 3     | 4     | 5     | Puntuación total | Reporte |
| --------- | ------- | ----------------- | --------- | ----- | ----- | ----- | ----- | ----- | ---------------- | ------- |
| 7.º lugar | 12-7-09 | Tailandia- Italia | 3-2       | 25-23 | 24-26 | 25-22 | 16-25 | 15-10 | 105-106          | P2 P3   |

### Clasificación 5.º
| Fase      | Fecha   | Encuentro   | Resultado | Set   | Set   | Set   | Set   | Set | Puntuación total | Reporte |
| Fase      | Fecha   | Encuentro   | Resultado | 1     | 2     | 3     | 4     | 5   | Puntuación total | Reporte |
| --------- | ------- | ----------- | --------- | ----- | ----- | ----- | ----- | --- | ---------------- | ------- |
| 5.º lugar | 12-7-09 | Perú- Japón | 1-3       | 25-27 | 25-21 | 12-25 | 22-25 |     | 84-98            | P2 P3   |

### 1.eral 4.º puesto
|  | Semifinales | Semifinales |   |         | 1.er puesto | 1.er puesto |  |
|  |             |             |   |         |             |             |  |
|  |             |             |   |         |             |             |  |
|  |             |             |   |         |             |             |  |
|  | Brasil      | 3           |   |         |             |             |  |
|  | Turquía     | 0           |   |         |             |             |  |
|  |             |             |   |         |             |             |  |
|  |             |             |   |         |             |             |  |
|  |             |             |   |         | Brasil      | 3           |  |
|  |             | Serbia      | 1 |         |             |             |  |
|  |             |             |   |         |             |             |  |
|  |             |             |   |         |             |             |  |
|  |             |             |   |         | 3.er puesto |             |  |
|  |             |             |   |         |             |             |  |
|  | Bélgica     | 1           |   | Turquía | 2           |             |  |
|  | Serbia      | 3           |   |         | Bélgica     | 3           |  |

### Clasificación 1.°-4.º
| Fase      | Fecha   | Encuentro       | Resultado | Set   | Set   | Set   | Set   | Set | Puntuación total | Reporte |
| Fase      | Fecha   | Encuentro       | Resultado | 1     | 2     | 3     | 4     | 5   | Puntuación total | Reporte |
| --------- | ------- | --------------- | --------- | ----- | ----- | ----- | ----- | --- | ---------------- | ------- |
| Semifinal | 11-7-09 | Brasil- Turquía | 3-0       | 25-18 | 25-21 | 25-20 |       |     | 75-59            | P2 P3   |
| Semifinal | 11-7-09 | Bélgica- Serbia | 1-3       | 20-25 | 25-27 | 26-24 | 21-25 |     | 92-101           | P2 P3   |

### Clasificación 3.º
| Fase       | Fecha   | Encuentro        | Resultado | Set   | Set   | Set   | Set   | Set  | Puntuación total | Reporte |
| Fase       | Fecha   | Encuentro        | Resultado | 1     | 2     | 3     | 4     | 5    | Puntuación total | Reporte |
| ---------- | ------- | ---------------- | --------- | ----- | ----- | ----- | ----- | ---- | ---------------- | ------- |
| 3.er lugar | 12-7-09 | Turquía- Bélgica | 2-3       | 25-20 | 26-24 | 19-25 | 26-28 | 7-15 | 103-112          | P2 P3   |

### Clasificación 1.º
| Fase       | Fecha   | Encuentro      | Resultado | Set   | Set   | Set   | Set   | Set | Puntuación total | Reporte |
| Fase       | Fecha   | Encuentro      | Resultado | 1     | 2     | 3     | 4     | 5   | Puntuación total | Reporte |
| ---------- | ------- | -------------- | --------- | ----- | ----- | ----- | ----- | --- | ---------------- | ------- |
| 1.er lugar | 12-7-09 | Brasil- Serbia | 3-1       | 25-20 | 26-24 | 23-25 | 25-17 |     | 99-86            | P2 P3   |

## Podio
| Brasil      |
| 3.er título |
| Brasil      |

## Clasificación general
| Pos. | Equipo               |
| ---- | -------------------- |
|      | Brasil               |
|      | Serbia               |
|      | Bélgica              |
| 4    | Turquía              |
| 5    | Japón                |
| 6    | Perú                 |
| 7    | Tailandia            |
| 8    | Italia               |
| 9    | México               |
| 10   | Alemania             |
| 11   | República Dominicana |
| 12   | Estados Unidos       |
| 13   | China                |
| 14   | Eslovaquia           |
| 15   | Egipto               |
| 16   | Túnez                |

## Distinciones individuales
| - Jugadora más valiosa - Samara Almeida (BRA) - Mejor anotadora - Lise Van Hecke (BEL) - Mejor atacante - Mari Horikawa (JAP) - Mejor bloqueadora - Ana Beatriz Correa (BRA) - Mejor sacadora - Sara Klisura (SER) | - Mejor defensa - Mori Sumiko (JAP) - Mejor armadora - Danica Radenkovic (SER) - Mejor recepción - Aree Promjanyar (THA) - Mejor líbero - Aree Promjanyar (THA) |

| Predecesor: México 2007 | Campeonato Mundial de Voleibol Femenino Sub-18 Tailandia 2009 | Sucesor: Turquía 2011 |

- Datos: Q2954073